# ブリティッシュ・チャンピオンズデー
ブリティッシュ・チャンピオンズデー（British Champions Day）とは、毎年10月下旬にイギリスのアスコット競馬場で開催される5つの重賞競走の開催日、およびその総称。

## 沿革
ブリーダーズカップ・ワールド・サラブレッド・チャンピオンシップや凱旋門賞ウィークエンドへの対抗を目的として、2011年に英国競馬統括機構によって設立されたブリティッシュ・チャンピオンズシリーズの最終戦として設立された。
2023年現在、イギリスで最も総賞金額が高い競馬開催である。

## 歴史
- 2011年 - ブリティッシュ・チャンピオンズデー設立。[1]
- 2013年 - ブリティッシュ・チャンピオンズ・フィリーズ&メアズステークスが国際G1に格上げ。[2]
- 2014年 - ブリティッシュ・チャンピオンズ・ロングディスタンスカップが国際G2に格上げ。[3]
- 2015年 - ブリティッシュ・チャンピオンズ・スプリントステークスが国際G1に格上げ。[4]
- 2019年 - 浸水による馬場不良のため、障害用コースで施行。[5]
- 2024年 - 前日の大雨による馬場不良のため、一部のレースは障害用コースで施行。
- 2025年 - ブリティッシュ・チャンピオンズ・ロングディスタンスカップが国際G1に格上げ。

## 実施される競走一覧
| 施行順  | 競走名                                                      | 競走格 | 出走条件    | 施行コース | 賞金総額    |
| ------- | ----------------------------------------------------------- | ------ | ----------- | ---------- | ----------- |
| 第1競走 | ブリティッシュ・チャンピオンズ・ロングディスタンスカップ    | G1     | 3歳以上     | 芝15f209yd | 49万ポンド  |
| 第2競走 | ブリティッシュ・チャンピオンズ・スプリントステークス        | G1     | 3歳以上     | 芝6f       | 49万ポンド  |
| 第3競走 | ブリティッシュ・チャンピオンズ・フィリーズ&メアズステークス | G1     | 3歳以上牝馬 | 芝11f211yd | 49万ポンド  |
| 第4競走 | クイーンエリザベス2世ステークス                             | G1     | 3歳以上     | 芝8f       | 114万ポンド |
| 第5競走 | チャンピオンステークス                                      | G1     | 3歳以上     | 芝9f212yd  | 128万ポンド |